# Saimaa kanalen
Saimaa Kanalen (fi: Saimaan kanava; sv: Saima kanal; ru: Сайменский канал) er en kanal som forbinder Saimaa søen med Den Finske Bugt nær Vyborg i Rusland. Kanalen blev bygget mellem 1845 og 1856 og blev indviet den 7. september 1856 (26. august efter gammel tidsregning).
Kanalen blev renoveret og udvidet i årene 1963 til 1968.
Et system af indenlandske vandveje og kanaler i de 120 sammenhængende søer i det sydlige Finland kan nås gennem kanalen. Længden af dybe kanaler i Saimaa søen med en mindste dybde på 4,2 meter er 814 km. De dybe kanaler når ind til Kuopio i det centrale Finland.

## Forløb
Kanalen begynder nær Lappeenranta i Finland og slutter i Vyborg i Rusland, og forbinder således Saimaa søen med Vyborg bugten. Undervejs har den forbindelse til Nuijamaa søen ved den finsk-russiske grænse og tre mindre søer i Rusland.

### Størrelse
- Længde — 42,9 km (19,6 km i Rusland og 23,3 km i Finland)
- Bredde — mellem 34 og 55 meter
- Samlet stigning fra den finske bugt til Saimaa søen – 75,7 m
- De største skibe, som kan passere kanalen må have følgende dimensioner:
  - Længde: 82 m
  - Bredde: 12,2 m
  - Dybgang 4,35 m
  - Mastehøjde 24,5 m
- Der er 217 grænsepæle mellem den lejede kanal zone og Ruslands øvrige territorium.

### Sluser
Der er tre sluser på den finske del af kanalen:
- Mälkiä
- Mustola
- Soskua

Der er fem yderligere sluser på den russiske side af grænsen:
- Pälli
- Ilyistoye (tidligere Lietjärvi)
- Cvetochnoye (tidligere Rättijärvi)
- Iskrovka (tidligere Särkijärvi)
- Brusnichnoye (tidligere Juustila)

Mälkiä-slusen er den højeste med 12,4 m, Cvetochnoye-slusen er den laveste med 5,5 m.

### Broer
Kanalen krydser
- 12 vejbroer:
  - 6 af dem i Finland – 3 faste og 3 bevægelige
  - yderligere 6 i Rusland – 2 faste og 4 bevægelige
- 2 faste jernbanebroer, 1 på hver side af grænsen.

## Historie
Kanalen blev åbnet i 1856 mellem byerne Lappeenranta og Viipuri (nu Vyborg i Rusland). Begge byer lå dengang i det autonome storhertugdømme Finland i det russiske kejserrige.
Ved fredstraktaten i Moskva i 1940 blev Det karelske næs og byen Vyborg afstået af Finland til Sovjetunionen hvorved kanalen blev delt midtover og lukket for al trafik.
Ved en traktat i 1963 blev området med den russiske del af kanalen og øen Malyj Vysotskij (Ravansaari) lejet af Finland i 50 år. En ny og dybere kanal blev bygget af finnerne og åbnet for skibsfarten i 1968. Længden af denne kanal er 42,9km.
Forhandlinger om at forlænge lejeaftalen ud over 2013 er i gang mellem Finland og Rusland.